# 二宮本郷村
二宮本郷村（にのみやほんごうむら）は、千葉県長生郡（長柄郡）にかつて存在した村である。現在の茂原市の西部に位置している。
村名は上総国二宮である橘樹神社に由来する。茂原市立二宮小学校などにその名をとどめる。

## 沿革
- 1889年（明治22年）4月1日 - 町村制施行により国府関村、黒戸村、庄吉村、押日村、真名村、芦網村、山崎村が合併して長柄郡二宮本郷村が発足。
- 1897年（明治30年）4月1日 - 長柄郡、上埴生郡が統合されて長生郡となる。
- 1952年（昭和27年）4月1日 - 茂原町、東郷村、豊田村、鶴枝村、五郷村と合併し、茂原市を新設。同日二宮本郷村廃止。

## 交通

### 道路
- 茂原街道

## 名所・旧跡
- 橘樹神社